# Province de Buenaventura
1823–1831
1834–1857
Entités précédentes :
- Province de Popayán (1823)

Entités suivantes :
- État fédéral de Cauca (1857)

La province de Buenaventura, ou gouvernorat de Buenaventura durant la domination espagnole, était une entité administrative et politique de la Nouvelle-Grenade. Elle fut créée en 1523 et dissoute en 1857. De 1831 à 1834, elle a également été supprimée avant de réapparaître. Sa capitale était Santiago de Cali.

## Histoire
La province de Buenaventura est créée près l'indépendance de la Grande Colombie, qu'elle intègre au sein du département de Cauca. 
Après la dissolution de cette dernière, la province fait partie de la république de Nouvelle-Grenade. 
En 1857, la province de Buenaventura fusionne avec les provinces de Popayán, Cauca (es), Barbacoas, Chocó, Pasto et le territoire national du Caquetá et devient l'État fédéral de Cauca.